# Pavel Pěnička
Pavel Pěnička (* 5. února 1967 Liberec) je bývalý český fotbalista, záložník. Jeho bratrem je bývalý fotbalista Martin Pěnička.

## Fotbalová kariéra
Hrál za Slovan Liberec, na vojně za VTJ Tábor, dále za SK Dynamo České Budějovice, FK Jablonec a v Německu ve čtvrté lize za FSV Hoyerswerda. V lize nastoupil v 235 utkáních a dal 27 gólů. V Poháru vítězů pohárů nastoupil ve 2 utkáních a v kvalifikaci Evropské ligy UEFA nastoupil ve 3 utkáních. Je vítězem Poháru ČMFS ročník 1997/1998. V témže ročníku skončil na 3. místě v kategorii nejlepší střelec ligy, pouhé dva góly za vítězem.

## Ligová bilance
| Ročník                                     | Zápasy | Góly | Klub                       |
| ------------------------------------------ | ------ | ---- | -------------------------- |
| 1. československá fotbalová liga 1992/1993 | 30     | 2    | SK Dynamo České Budějovice |
| 1. česká fotbalová liga 1993/1994          | 27     | 4    | SK Dynamo České Budějovice |
| 1. česká fotbalová liga 1994/1995          | 30     | 2    | FK Jablonec                |
| 1. česká fotbalová liga 1995/1996          | 28     | 3    | FK Jablonec                |
| 1. česká fotbalová liga 1996/1997          | 29     | 2    | FK Jablonec                |
| Gambrinus liga 1997/1998                   | 29     | 112  | FK Jablonec                |
| Gambrinus liga 1998/1999                   | 23     | 1    | FK Jablonec                |
| Gambrinus liga 1999/2000                   | 30     | 2    | SK Dynamo České Budějovice |
| Gambrinus liga 2000/2001                   | 9      | 0    | SK Dynamo České Budějovice |
| CELKEM I. LIGA                             | 235    | 27   |                            |

- Worldfootball.net
- https://web.archive.org/web/20160107045746/http://fotbal.hattrick.cz/19971998-pavel-penicka-sestrelil-hattrickem-sve-dynamo-druhe-ligy/
- Profil hráče na iDNES.cz
- Marka je marka, říká Pěnička
- CS Fotbal
- https://www.fortunaliga.cz/hrac/58-pavel-penicka
- https://www.csfotbal.cz/prvni-liga/hrac/pavel-penicka/292